# 위카

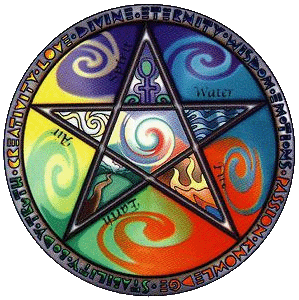

위카(Wicca)는 영어 문화권을 중심으로 전 세계에 널리 퍼진 신흥종교 또는 종교운동이다. 위카는 영국 마법법(魔法法)이 폐지된 이후, 제랄드 가드너라는 영국 공무원에 의하여 1954년 처음 공표되었다. 그는 이 종교가 유럽의 기독교 이전의 종교 운동에서 비롯되었으며 수백년 동안 비밀리에 존재해 온 마법 문화의 현대적 존재형태라고 주장하였다. 그래서 위카는 종종 “구 종교”라고 인식되기도 한다. 가드너의 주장의 진실성은 독자적으로 입증되지는 않으며 위카 이론은 1920년대 이후부터 형성되기 시작하였다. 위카는 자연주의적 성향과 여성중심적이고 생태주의적 관점 덕분에 더욱 각광받으며 그 교세를 급속히 확장하였다.

## 작품 속의 위카
소설 《다빈치 코드》에서 루브르 미술관장 자크 소니에르는 위카에 관심을 가지고 있는 것으로 묘사되어 있다.

## 같이 보기
- 신이교주의